# 紀勝長
紀 勝長（き の かつなが）は、奈良時代から平安時代初期にかけての公卿。初名は梶長あるいは楫長。大納言・紀船守の長男。官位は従三位・中納言。

## 経歴
延暦4年（785年）従五位下に叙爵し、翌延暦5年（786年）近江介に任ぜられる。同年8月の蝦夷攻めに際して東山道の兵器を調査している。延暦10年（791年）従五位上。延暦11年（792年）4月に父・船守が没すると、9月に兵部大輔に任ぜられて京官に復す。その後、延暦12年（793年）正五位上、延暦13年（794年）従四位下と桓武朝中期から急速に昇進する。延暦14年（795年）には右中弁兼右衛門督（のち右兵衛督）と文武の要職を兼ね、延暦15年（796年）参議に任ぜられて公卿に列した。またこの頃、名を梶長（楫長）から勝長に改めている。
議政官として左兵衛督・造東大寺長官・右京大夫を兼ねる一方、延暦19年（800年）従四位上、延暦20年（801年）正四位下、延暦21年（802年）正四位上と引き続き順調に昇進を続け、延暦22年（803年）には従三位に叙せられている。
延暦25年（806年）平城天皇の即位に伴って4月に中納言に昇進するが、同年10月3日薨去。享年53。

## 人物
おおらかで、人をよく受け入れる性格であった。客人を好み、倦むことなくもてなしを行い、饗宴の費用について全く気にすることがなかった。歩射の作法に優れその道の師であった。犬・馬を非常に好み、欲するままに愛玩したいとの気持ちが抑えられないところがあったという。

## 官歴
『六国史』による。
- 延暦4年（785年） 11月25日：従五位下
- 延暦5年（786年） 正月24日：近江介
- 延暦10年（791年） 正月7日：従五位上
- 延暦11年（792年） 9月3日：兵部少輔[3]
- 延暦12年（793年） 正月7日：正五位上[3]。5月4日：兵部大輔
- 延暦13年（794年） 正月7日：従四位下[3]。2月25日：式部大輔
- 延暦14年（795年） 2月19日：右中弁兼右衛門督[3]。6月25日：兼右兵衛督美作守[3]。7月3日：兼造東大寺長官[3]
- 延暦15年（796年） 正月7日：参議兼式部大輔、右兵衛督造東大寺長官美作守如元[3]
- 延暦16年（797年） 3月27日：兼右京大夫、左衛士督造東大寺長官美作守如故
- 延暦17年（798年） 正月：兼近江守[3]
- 延暦18年（799年） 2月20日：左兵衛督、近江守如故
- 延暦19年（800年） 正月：従四位上[3]
- 延暦20年（801年） 正月：正四位下[3]
- 延暦21年（802年） 正月7日：正四位上[3]。
- 延暦22年（803年） 10月：従三位[3]
- 延暦25年（806年） 正月28日：兼下総守。4月18日：中納言

## 系譜
- 父：紀船守[3]
- 母：不詳
- 妻：不詳
  - 男子：紀興道[4]（?-834）
  - 男子：紀名虎[4]（?-847）
  - 男子：紀名龍[4]
  - 女子：[4]